# Odile Michel
Pour les articles homonymes, voir Michel.
Odile Michel est une comédienne, metteur en scène et directrice artistique française, née le 31 août 1959 à Niort.

## Biographie
Après des études d'art dramatique chez Jean Darnel à Paris, Odile Michel s'est perfectionnée à la réalisation à l'École Louis-Lumière.
Odile Michel devient connue du grand public en 1977 pour son interprétation dans l’un des rôles principaux du film Diabolo menthe de Diane Kurys. L'année suivante, elle joue dans Brigade mondaine aux côtés de Marie-Georges Pascal et de Patrice Valota. Elle joue d’autres rôles féminins secondaires ou principaux dans une dizaine de fictions pour le cinéma ou la télévision.
À partir de 1983, elle se consacre à la mise en œuvre et à la réalisation de projets artistiques présentés au Festival d’Avignon, à Paris et en tournée et assure la direction artistique, la mise en scène et est interprète dans une trentaine de créations contemporaines ou classiques : Tennessee Williams, Fassbinder, Witkiewicz, Marivaux, etc.
Sa première mise en scène, pour Du sang sur le cou du chat de Rainer Werner Fassbinder, a été présentée au Théâtre du Vieux-Colombier en 1985.
En 1990, elle coorganise au Festival d'Avignon une rencontre France/Tchécoslovaquie puis en 1991 une rencontre culturelle France/Brésil et met en scène Le Cycle du crabe de Jean Gabriel Cousin d'après Morte e Vida Severina de João Cabral de Melo Neto avec André Curti et 20 artistes brésiliens (acteurs, musiciens, danseurs) et des comédiens du JTN.
De 1994 à 1997, elle co-dirige artistiquement un théâtre à Avignon.
Elle dirige les acteurs et réalise le montage vidéo pour Si c'est un homme de Primo Levi, mis en scène par Patrick Olivier et créé en février 2005.
À partir de 2007, elle met en scène Audience, Vernissage et Pétition de Václav Havel au Centre Culturel Les Portes de L'Essonne & Centre Tchèque Paris en 2010, met en scène et joue dans  La Jeune Fille & l'Alhambra Espagne 1936-1939 au Théâtre de la Vieille-Grille en 2009 à Paris ; Paris Canaille, Paris Bataille, Paris l'Amour au Théâtre 13 à Paris en 2007, Romanisches Café d'après la vie et l’œuvre d'Else Lasker-Schüler au Théâtre de La Vieille Grille et à la Maison de l'Allemagne Heinrich Heine en 2009.
Elle ajoute à ses activités la direction d'ateliers artistiques dans les collèges, lycées et en milieu spécialisé.
Depuis 2014, après avoir joué au Théâtre Le Ranelagh à Paris dans « Traité de Bon Usage de Vin » de Rabelais, elle est en tournée régulièrement avec ce spectacle rabelaisien et sur « Paris Canaille, Paris Bataille, Paris l'Amour », cabaret poétique qu'elle met en scène ainsi que sur « L'Espagne Au Cœur/Paroles d'Exil », spectacle réalisé en collaboration artistique avec Juliàn Demoraga.

### Partenariats et actions
Par la mise en scène ou la mise en œuvre, elle s'est engagée dans diverses actions : Écrits de Prison de Leonard Peltier en compagnie de Claude Confortès pour le Comité de Solidarité avec les Indiens des Amériques dans le cadre du Festival America de Vincennes, Vernissage de Václav Havel aux côtés de Amnesty International en partenariat avec Jean Louis Heckel (N.A.D.A Théâtre) et Patrick Olivier pour la demande de la libre circulation des prisonniers d'opinions lors de la dernière incarcération de Václav Havel en ex-Tchécoslovaquie (Festival d'Avignon 1989) avec Jean-Louis Larcebeau et Patrick Olivier. Elle joue la pièce Vernissage de Václav Havel à Sarajevo en 1994 et L'Abîme de l'abîme de Vladimir Holan à la Maison d'Arrêt d'Avignon en 2001.[réf. nécessaire]

## Filmographie

### Actrice

#### Cinéma
- 1977 : Diabolo menthe de Diane Kurys : Frédérique Weber
- 1978 : Brigade mondaine de Jacques Scandelari : Micheline-Chloé
- 1979 : Pierre et Framboise aux Îles Grenadines de Pierre Bertrand-Jaume (court métrage)[4]
- 1979 : Le Gagnant de Christian Gion : Dominique Dupré-Granval
- 1981 : Les Ailes de la colombe de Benoît Jacquot : la sœur de Catherine
- 1984 : Vénus de Jean Jabely : Vénus

#### Télévision
- 1980 : Le Bourreau pleure de Abder Isker : Marianne Renard
- 1981 : Pause café de Serge Leroy (série) : Marlène
- 1984 : Cet âge au galop de Patrick Saglio

### Réalisatrice
- Sertao Do Brazil suivi de Rencontre avec Jorge Amado, Brésil.
- Sur l'itinéraire de Vaclav Havel suivi de Le Brasseur, Tchécoslovaquie (1989), réalisation avec Patrick Olivier et Patrik Ourednik.
- Paroles d'Artistes, réalisation avec Patrick Olivier et Jean-Louis Larcebeau, Bosnie (1994).

## Théâtre

### Comédienne
De 1983 à 2013 (mise en scène et ou interprétation) :
- La Ménagerie de Verre, de Tennessee Williams, Théâtre Paris Plaine, mise en scène de Nabil El Azan,
- Les Pragmatistes, de S.I Witkiewicz, mise en scène Guy Cambreleng, festival d'Avignon,
- Soudain L'été dernier de Tennessee Williams, mise en scène de Daniel Colas,
- Ulrich Helger d'Odile Ehret, mise en scène de Philippe Ferran,
- Du Sang sur le cou Du Chat de R.W. Fassbinder, mise en scène Studio Bertrand et TH du Vieux Colombier,
- Zaïre de Voltaire, mise en scène Théâtre de La Cité U Paris,
- Audience Vernissage Pétition de Václav Havel mise en scène Paris Espace Cardin-Festival d'Avignon-Centre Tchèque Paris-Tournée internationale,
- Le Cycle Du Crabe de Gabriel Cousin, mise en scène Festival d'Avignon,
- L'École des Bouffons de Ghelderode, mise en scène en résidence Festival d'Avignon,
- Oratorio pour Sarajevo, mise en scène Avignon Chapelle Pénitents Gris,
- Alice Au Pays Des Merveilles, mise en scène Festival d'Avignon et tournée,
- Partitions Pour Six Singes et Quatre Musiciens d'après La Surprise de L'Amour de Marivaux, mise en scène, Festival d'Avignon,
- Madame Marguerite en compagnie de Caroline Loeb, mise en scène, festival Avignon et tournée,
- Paroles d'Exil, mise en scène, festival Avignon et tournée,
- La Muse de Berlin mise en scène, Festival d'Avignon,
- Cabaret Poétique mise en scène, festival d'Avignon et tournée,
- Écrits de Prison de Léonard Peltier, mise en scène Festival América Vincennes en compagnie de Claude Confortès,
- Romanisches Café mise en scène et interprétation Théâtre de La Vieille Grille Paris et tournée,
- Paris Canaille, Paris Bataille, Paris l'Amour, mise en scène Théâtre 13 Paris,
- L'Espagne Au Cœur, co mise en scène avec Julian Demoraga, Paris Confluences et tournée,
- Traité de Bon Usage de Vin de François Rabelais, théâtre du Ranelagh à Paris mai juin 2014…et tournée 2014/2015
- Cabaret Artistique Libre Théâtre De La Vieille Grille mai/juin 2014...
- (suite) depuis 2014, se reporter à Biographie.

### Metteur en scène
Première mise en scène :
- 1984 : Du sang sur le cou du chat de Rainer Werner Fassbinder, théâtre du Vieux-Colombier

Se reporter aux chapitres précédents - mise en scène et interprétation y sont souvent liées.